# اعترافات (بریکینگ بد)
اعترافات (انگلیسی: Confessions) یازدهمین قسمت از فصل پنجم سریال تلویزیونی آمریکایی بریکینگ بد و پنجاه و هفتمین قسمت کلی این مجموعه است. این فیلم به نویسندگی جنیفر هاچیسون و کارگردانی مایکل اسلوویس از شبکه AMC در ایالات متحده و کانادا در ۲۵ اوت ۲۰۱۳ پخش شد.